# Walk of Fame hírességeinek listája I–Q
Az alábbi lista I-től Q-ig azokat a híres személyeket tartalmazza, akinek csillaga van a hollywoodi Walk of Fame-en.

## I
| Név            | Kategória    | Cím                  |
| -------------- | ------------ | -------------------- |
| Julio Iglesias | Zene         | 7000 Hollywood Blvd. |
| Thomas Ince    | Mozgókép     | 6727 Hollywood Blvd. |
| Pedro Infante  | Zene         | 7083 Hollywood Blvd. |
| Rex Ingram     | Mozgókép     | 1651 Hollywood Blvd. |
| Jill Ireland   | Mozgókép     | 6751 Hollywood Blvd. |
| John Ireland   | Televíziózás | 7021 Hollywood Blvd. |
| Jose Iturbi    | Zene         | 6834 Hollywood Blvd. |

## J
| Név                       | Kategória    | Cím                  |
| ------------------------- | ------------ | -------------------- |
| Alan Jackson              | Zene         | 6901 Hollywood Blvd. |
| Janet Jackson             | Zene         | 1500 Vine Street     |
| Mahalia Jackson           | Zene         | 6840 Hollywood Blvd. |
| Michael Jackson           | Rádiózás     | 1541 Vine Street     |
| Michael Jackson           | Zene         | 6927 Hollywood Blvd. |
| Samuel L. Jackson         | Mozgókép     | 7018 Hollywood Blvd. |
| Sherry Jackson            | Televíziózás | 6324 Hollywood Blvd. |
| The Jacksons              | Zene         | 1500 Vine Street     |
| Dean Jagger               | Mozgókép     | 1623 Vine Street     |
| Jimmy Jam and Terry Lewis | Zene         | 6363 Hollywood Blvd. |
| Dennis James              | Televíziózás | 6753 Hollywood Blvd. |
| Etta James                | Zene         | 7080 Hollywood Blvd. |
| Harry James               | Zene         | 6683 Hollywood Blvd. |
| Joni James                | Zene         | 6814 Hollywood Blvd. |
| Sonny James               | Zene         | 6630 Hollywood Blvd. |
| Susan Saint James         | Mozgókép     | 1645 Vine Street     |
| Elsie Janis               | Mozgókép     | 6770 Hollywood Blvd. |
| Emil Jannings             | Mozgókép     | 1630 Vine Street     |
| David Janssen             | Televíziózás | 7011 Hollywood Blvd. |
| Maurice Jarre             | Mozgókép     | 6505 Hollywood Blvd. |
| Al Jarreau                | Zene         | 7083 Hollywood Blvd. |
| Jaime Jarrin              | Rádiózás     | 6381 Hollywood Blvd. |
| Anne Jeffreys             | Televíziózás | 1501 Vine Street     |
| Herbert Jeffreys          | Mozgókép     | 6672 Hollywood Blvd. |
| Gordon Jenkins            | Zene         | 6626 Hollywood Blvd. |
| Adele Jergens             | Televíziózás | 7046 Hollywood Blvd. |
| George Jessel             | Mozgókép     | 1777 Vine Street     |
| Isabel Jewell             | Mozgókép     | 1560 Vine Street     |
| Norman Jewison            | Mozgókép     | 7000 Hollywood Blvd. |
| Billy Joel                | Zene         | 6233 Hollywood Blvd. |
| Elton John                | Zene         | 6915 Hollywood Blvd. |
| Ben Johnson               | Mozgókép     | 7083 Hollywood Blvd. |

| Név                    | Kategória             | Cím                   |
| ---------------------- | --------------------- | --------------------- |
| Don Johnson            | Televíziózás          | 7080 Hollywood Blvd.  |
| Earvin "Magic" Johnson | Mozgókép              | 7018 Hollywood Blvd.  |
| Nunnally Johnson       | Mozgókép              | 6240 Hollywood Blvd.  |
| Van Johnson            | Mozgókép              | 6600 Hollywood Blvd.  |
| Al Jolson              | Mozgókép              | 6622 Hollywood Blvd.  |
| Al Jolson              | Rádiózás              | 6750 Hollywood Blvd.  |
| Al Jolson              | Zene                  | 1716 Vine Street      |
| Allan Jones            | Zene                  | 6100 Hollywood Blvd.  |
| Buck Jones             | Mozgókép              | 6834 Hollywood Blvd.  |
| Chuck Jones            | Mozgókép              | 7011 Hollywood Blvd.  |
| Dick Jones             | Televíziózás          | 7042 Hollywood Blvd.  |
| Gordon Jones           | Televíziózás          | 1623 Vine Street      |
| Jack Jones             | Zene                  | 6104 Hollywood Blvd.  |
| Jennifer Jones         | Mozgókép              | 6429 Hollywood Blvd.  |
| Quincy Jones           | Zene                  | 1500 Vine Street      |
| Shirley Jones          | Mozgókép              | 1541 Vine Street      |
| Spike Jones            | Rádiózás              | 6290 Hollywood Blvd.  |
| Spike Jones            | Zene                  | 1500 Vine Street      |
| Tom Jones              | Zene                  | 6608 Hollywood Blvd.  |
| Tommy Lee Jones        | Mozgókép              | 6925 Hollywood Blvd.  |
| Victor Jory            | Mozgókép              | 6605 Hollywood Blvd.  |
| José José              | Zene                  | 7036 Hollywood Blvd.  |
| Louis Jourdan          | Zene                  | 6153 Hollywood Blvd.  |
| Louis Jourdan          | Televíziózás          | 6445 Hollywood Blvd.  |
| Journey                | Zene                  | 6750 Hollywood Blvd.  |
| Leatrice Joy           | Mozgókép              | 6517 Hollywood Blvd.  |
| Judge Judy             | lásd Judith Sheindlin | lásd Judith Sheindlin |
| Katy Jurado            | Mozgókép              | 7065 Hollywood Blvd.  |

## K
| Név               | Kategória    | Cím                  |
| ----------------- | ------------ | -------------------- |
| Kitty Kallen      | Zene         | 7021 Hollywood Blvd. |
| Herbert Kalmus    | Mozgókép     | 6157 Hollywood Blvd. |
| Boris Karloff     | Mozgókép     | 1737 Vine Street     |
| Boris Karloff     | Televíziózás | 6664 Hollywood Blvd. |
| Casey Kasem       | Rádiózás     | 6931 Hollywood Blvd. |
| Danny Kaye        | Mozgókép     | 6563 Hollywood Blvd. |
| Danny Kaye        | Zene         | 6125 Hollywood Blvd. |
| Danny Kaye        | Rádiózás     | 6101 Hollywood Blvd. |
| Sammy Kaye        | Zene         | 6767 Hollywood Blvd. |
| Sammy Kaye        | Televíziózás | 6419 Hollywood Blvd. |
| Sammy Kaye        | Rádiózás     | 6821 Hollywood Blvd. |
| Elia Kazan        | Mozgókép     | 6800 Hollywood Blvd. |
| Buster Keaton     | Mozgókép     | 6619 Hollywood Blvd. |
| Buster Keaton     | Televíziózás | 6321 Hollywood Blvd. |
| Howard Keel       | Mozgókép     | 6253 Hollywood Blvd. |
| Ruby Keeler       | Mozgókép     | 6730 Hollywood Blvd. |
| William Keene     | Televíziózás | 1541 Vine Street     |
| Bob Keeshan       | Televíziózás | Sunset & Vine        |
| Brian Keith       | Televíziózás | 7021 Hollywood Blvd. |
| Annette Kellerman | Mozgókép     | 6608 Hollywood Blvd. |
| DeForest Kelley   | Mozgókép     | 7021 Hollywood Blvd. |
| Gene Kelly        | Mozgókép     | 6153 Hollywood Blvd. |
| Grace Kelly       | Mozgókép     | 6329 Hollywood Blvd. |
| Nancy Kelly       | Mozgókép     | 7021 Hollywood Blvd. |
| Patsy Kelly       | Mozgókép     | 6669 Hollywood Blvd. |
| Arthur Kennedy    | Mozgókép     | 6681 Hollywood Blvd. |
| Arthur Kennedy    | Televíziózás | 1620 Vine Street     |
| Edgar Kennedy     | Mozgókép     | 6901 Hollywood Blvd. |
| George Kennedy    | Mozgókép     | 6356 Hollywood Blvd. |
| John B. Kennedy   | Rádiózás     | 1611 Vine Street     |
| Madge Kennedy     | Mozgókép     | 1600 Vine Street     |
| Stan Kenton       | Zene         | 6340 Hollywood Blvd. |
| Kermit the Frog   | Televíziózás | 6801 Hollywood Blvd. |
| Deborah Kerr      | Mozgókép     | 1709 Vine Street     |
| J. M. Kerrigan    | Mozgókép     | 6621 Hollywood Blvd. |
| Norman Kerry      | Mozgókép     | 6724 Hollywood Blvd. |

| Név               | Kategória    | Cím                  |
| ----------------- | ------------ | -------------------- |
| Nicole Kidman     | Mozgókép     | 6801 Hollywood Blvd. |
| Dorothy Kilgallen | Televíziózás | 6780 Hollywood Blvd. |
| Andrea King       | Televíziózás | 1547 Vine Street     |
| B. B. King        | Zene         | 6771 Hollywood Blvd. |
| John Reed King    | Rádiózás     | 6402 Hollywood Blvd. |
| Henry King        | Mozgókép     | 6327 Hollywood Blvd. |
| Larry King        | Televíziózás | 6616 Hollywood Blvd. |
| Pee Wee King      | Zene         | 1715 Vine Street     |
| Peggy King        | Televíziózás | 6563 Hollywood Blvd. |
| Wayne King        | Rádiózás     | 6251 Hollywood Blvd. |
| Ben Kingsley      | Mozgókép     | 6931 Hollywood Blvd. |
| Joe Kirkwood, Jr. | Televíziózás | 1632 Vine Street     |
| Dorothy Kirsten   | Zene         | 6331 Hollywood Blvd. |
| KISS              | Zene         | 7080 Hollywood Blvd. |
| Eartha Kitt       | Zene         | 6656 Hollywood Blvd. |
| Kevin Kline       | Mozgókép     | 7000 Hollywood Blvd. |
| Jack Klugman      | Televíziózás | 6555 Hollywood Blvd. |
| Evelyn Knight     | Zene         | 6136 Hollywood Blvd. |
| Gladys Knight     | Zene         | 7083 Hollywood Blvd. |
| June Knight       | Mozgókép     | 6247 Hollywood Blvd. |
| Raymond Knight    | Rádiózás     | 6130 Hollywood Blvd. |
| Ted Knight        | Televíziózás | 6673 Hollywood Blvd. |
| Don Knotts        | Televíziózás | 7083 Hollywood Blvd. |
| Patric Knowles    | Televíziózás | 6542 Hollywood Blvd. |
| Peggy Knudsen     | Televíziózás | 6262 Hollywood Blvd. |
| Theodore Kosloff  | Mozgókép     | 1617 Vine Street     |
| André Kostelanetz | Zene         | 6542 Hollywood Blvd. |
| Henry Koster      | Mozgókép     | 6762 Hollywood Blvd. |
| Ernie Kovacs      | Televíziózás | 6307 Hollywood Blvd. |
| Dave Koz          | Zene         | 1750 Vine Street     |
| Stanley Kramer    | Mozgókép     | 6100 Hollywood Blvd. |
| Fritz Kreisler    | Zene         | 6655 Hollywood Blvd. |
| Kurt Kreuger      | Mozgókép     | 1560 Vine Street     |
| Otto Kruger       | Mozgókép     | 1734 Vine Street     |
| Otto Kruger       | Televíziózás | 6331 Hollywood Blvd. |
| Kay Kyser         | Rádiózás     | 1601 Vine Street     |
| Kay Kyser         | Zene         | 1708 Vine Street     |

## L
| Név                           | Kategória                         | Cím                               |
| ----------------------------- | --------------------------------- | --------------------------------- |
| Patti LaBelle                 | Zene                              | 7000 Hollywood Blvd.              |
| Art Laboe                     | Rádiózás                          | 6800 Hollywood Blvd.              |
| Gregory La Cava               | Mozgókép                          | 6906 Hollywood Blvd.              |
| Alan Ladd                     | Mozgókép                          | 1601 Vine Street                  |
| Alan Ladd, Jr.                | Mozgókép                          | 7018 Hollywood Blvd.              |
| Diane Ladd                    | Mozgókép                          | 6270 Hollywood Blvd.              |
| Jim Ladd                      | Rádiózás                          | 7018 Hollywood Blvd.              |
| Carl Laemmle                  | Mozgókép                          | 6301 Hollywood Blvd.              |
| Frankie Laine                 | Zene                              | 6385 Hollywood Blvd.              |
| Frankie Laine                 | Televíziózás                      | 1645 Vine Street                  |
| Alice Lake                    | Mozgókép                          | 1624 Vine Street                  |
| Arthur Lake                   | Rádiózás                          | 6646 Hollywood Blvd.              |
| Veronica Lake                 | Mozgókép                          | 6918 Hollywood Blvd.              |
| Jack LaLanne                  | Televíziózás                      | 7000 Hollywood Blvd.              |
| Barbara La Marr               | Mozgókép                          | 1621 Vine Street                  |
| Hedy Lamarr                   | Mozgókép                          | 6247 Hollywood Blvd.              |
| Dorothy Lamour                | Mozgókép                          | 6332 Hollywood Blvd.              |
| Dorothy Lamour                | Rádiózás                          | 6240 Hollywood Blvd.              |
| Burt Lancaster                | Mozgókép                          | 6801 Hollywood Blvd.              |
| Martin Landau                 | Mozgókép                          | 6801 Hollywood Blvd.              |
| Elissa Landi                  | Mozgókép                          | 1611 Vine Street                  |
| Carole Landis                 | Mozgókép                          | 1765 Vine Street                  |
| Michael Landon                | Televíziózás                      | 1500 N. Vine Street               |
| Klaus Landsberg               | Televíziózás                      | 1500 N. Vine Street               |
| Abbe Lane                     | Televíziózás                      | 6385 Hollywood Blvd.              |
| Dick Lane                     | Televíziózás                      | 6317 Hollywood Blvd.              |
| Nathan Lane                   | Mozgókép                          | 6801 Hollywood Blvd.              |
| Sidney Lanfield               | Mozgókép                          | 6101 Hollywood Blvd.              |
| Fritz Lang                    | Mozgókép                          | 1600 Vine Street                  |
| Walter Lang                   | Mozgókép                          | 6520 Hollywood Blvd.              |
| Harry Langdon                 | Mozgókép                          | 6927 Hollywood Blvd.              |
| Frances Langford              | Mozgókép                          | 1500 Vine Street                  |
| Frances Langford              | Rádiózás                          | 1525 Vine Street                  |
| Angela Lansbury               | Mozgókép                          | 6623 Hollywood Blvd               |
| Angela Lansbury               | Televíziózás                      | 6259 Hollywood Blvd.              |
| Joi Lansing                   | Televíziózás                      | 6529 Hollywood Blvd               |
| Sherry Lansing                | Mozgókép                          | 6925 Hollywood Blvd.              |
| Queen Latifah                 | Mozgókép                          | 6915 Hollywood Blvd.              |
| Walter Lantz                  | Mozgókép                          | 7000 Hollywood Blvd.              |
| Mario Lanza                   | Zene                              | 1751 Vine Street                  |
| Mario Lanza                   | Mozgókép                          | 6821 Hollywood Blvd.              |
| Laura La Plante               | Mozgókép                          | 6378 Hollywood Blvd.              |
| Rod La Rocque                 | Mozgókép                          | 1580 Vine Street                  |
| Julius La Rosa                | Televíziózás                      | 6290 Hollywood Blvd.              |
| Milt and Bill Larsen          | Színház                           | 6931 Hollywood Blvd.              |
| Glen A. Larson                | Televíziózás                      | 6673 Hollywood Blvd.              |
| Jesse L. Lasky                | Mozgókép                          | 6433 Hollywood Blvd.              |
| Lassie                        | Mozgókép                          | 6368 Hollywood Blvd.              |
| Charles Laughton              | Mozgókép                          | 7021 Hollywood Blvd.              |
| Stan Laurel                   | Mozgókép                          | 7021 Hollywood Blvd.              |
| Peter Lawford                 | Televíziózás                      | 6922 Hollywood Blvd.              |
| Barbara Lawrence              | Televíziózás                      | 1735 Vine Street                  |
| Carol Lawrence                | Színház                           | 6211 Hollywood Blvd.              |
| Steve Lawrence & Eydie Gormé  | lásd Eydie Gormé & Steve Lawrence | lásd Eydie Gormé & Steve Lawrence |
| Cloris Leachman               | Televíziózás                      | 6435 Hollywood Blvd.              |
| Norman Lear                   | Televíziózás                      | 6615 Hollywood Blvd.              |
| Francis Lederer               | Mozgókép                          | 6902 Hollywood Blvd.              |
| Anna Lee                      | Mozgókép                          | 6777 Hollywood Blvd.              |
| Bruce Lee                     | Mozgókép                          | 6933 Hollywood Blvd.              |
| Gypsy Rose Lee                | Mozgókép                          | 6351 Hollywood Blvd.              |
| Lila Lee                      | Mozgókép                          | 1716 Vine Street                  |
| Michele Lee                   | Televíziózás                      | 6363 Hollywood Blvd.              |
| Peggy Lee                     | Zene                              | 6319 Hollywood Blvd.              |
| Pinky Lee                     | Televíziózás                      | 6201 Hollywood Blvd.              |
| Rowland V. Lee                | Mozgókép                          | 6313 Hollywood Blvd.              |
| Ruta Lee                      | Mozgókép                          | 6901 Hollywood Blvd.              |
| Lotte Lehmann                 | Zene                              | 1735 Hollywood Blvd.              |
| Jerry Leiber and Mike Stoller | Zene                              | 7083 Hollywood Blvd.              |
| Janet Leigh                   | Mozgókép                          | 1777 Vine Street                  |
| Vivien Leigh                  | Mozgókép                          | 6773 Hollywood Blvd.              |
| Mitchell Leisen               | Mozgókép                          | 6241 Hollywood Blvd.              |
| Jack Lemmon                   | Mozgókép                          | 6357 Hollywood Blvd.              |
| John Lennon                   | Zene                              | 1750 Vine Street                  |
| The Lennon Sisters            | Televíziózás                      | 1500 Vine Street                  |
| Jay Leno                      | Televíziózás                      | 6780 Hollywood Blvd.              |
| Robert Z. Leonard             | Mozgókép                          | 6370 Hollywood Blvd.              |
| Mervyn LeRoy                  | Mozgókép                          | 1560 Vine Street                  |

| Név                       | Kategória    | Cím                  |
| ------------------------- | ------------ | -------------------- |
| Jack Lescoulie            | Televíziózás | 6500 Hollywood Blvd. |
| Joan Leslie               | Televíziózás | 1560 Vine Street     |
| Sol Lesser                | Mozgókép     | 6533 Hollywood Blvd. |
| Earl Lestz                | Mozgókép     | 6807 Hollywood Blvd. |
| Oscar Levant              | Zene         | 6728 Hollywood Blvd. |
| Fulton Lewis              | Rádiózás     | 6258 Hollywood Blvd. |
| Jerry Lewis               | Televíziózás | 6150 Hollywood Blvd  |
| Jerry Lewis               | Mozgókép     | 6821 Hollywood Blvd. |
| Jerry Lee Lewis           | Zene         | 6631 Hollywood Blvd. |
| Robert Q. Lewis           | Televíziózás | 1709 Vine Street     |
| Shari Lewis               | Televíziózás | 6743 Hollywood Blvd. |
| Bill Leyden               | Televíziózás | 6136 Hollywood Blvd. |
| Liberace                  | Zene         | 6527 Hollywood Blvd. |
| Liberace                  | Televíziózás | 6739 Hollywood Blvd. |
| Al Lichtman               | Mozgókép     | 6821 Hollywood Blvd. |
| Beatrice Lillie           | Mozgókép     | 6404 Hollywood Blvd. |
| Elmo Lincoln              | Mozgókép     | 7042 Hollywood Blvd. |
| Eric Linden               | Mozgókép     | 1648 Vine Street     |
| Kate Linder               | Televíziózás | 7021 Hollywood Blvd. |
| Margaret Lindsay          | Mozgókép     | 6318 Hollywood Blvd. |
| Art Linkletter            | Rádiózás     | 6363 Hollywood Blvd. |
| Art Linkletter            | Televíziózás | 1560 Vine Street     |
| John Lithgow              | Televíziózás | 6666 Hollywood Blvd. |
| Cleavon Little            | Mozgókép     | 7080 Hollywood Blvd. |
| Little Jack Little        | Rádiózás     | 6618 Hollywood Blvd. |
| Rich Little               | Televíziózás | 6372 Hollywood Blvd. |
| Anatole Litvak            | Mozgókép     | 6635 Hollywood Blvd. |
| Livingston & Evans        | Zene         | 7083 Hollywood Blvd. |
| Mary Livingstone          | Rádiózás     | 6705 Hollywood Blvd. |
| Frank Lloyd               | Mozgókép     | 6667 Hollywood Blvd. |
| Harold Lloyd              | Mozgókép     | 1503 Vine Street     |
| Gene Lockhart             | Mozgókép     | 6307 Hollywood Blvd. |
| Gene Lockhart             | Televíziózás | 6681 Hollywood Blvd. |
| June Lockhart             | Mozgókép     | 6323 Hollywood Blvd. |
| June Lockhart             | Televíziózás | 6362 Hollywood Blvd. |
| Kathleen Lockhart         | Mozgókép     | 6241 Hollywood Blvd. |
| Marcus Loew               | Mozgókép     | 1617 Vine Street     |
| Joshua Logan              | Mozgókép     | 6235 Hollywood Blvd. |
| Kenny Loggins             | Zene         | 7021 Hollywood Blvd. |
| Al Lohman & Roger Barkley | Rádiózás     | 1540 N. Vine Street  |
| Carole Lombard            | Mozgókép     | 6930 Hollywood Blvd. |
| Julie London              | Zene         | 7000 Hollywood Blvd. |
| George Lopez              | Televíziózás | 6801 Hollywood Blvd. |
| Israel "Cachao" López     | Zene         | 6554 Hollywood Blvd. |
| Vincent Lopez             | Rádiózás     | 6609 Hollywood Blvd. |
| Marjorie Lord             | Televíziózás | 6317 Hollywood Blvd. |
| Phillips Lord             | Rádiózás     | 6912 Hollywood Blvd. |
| Sophia Loren              | Mozgókép     | 7050 Hollywood Blvd. |
| Chuck Lorre               | Televíziózás | 7021 Hollywood Blvd. |
| Peter Lorre               | Mozgókép     | 6619 Hollywood Blvd. |
| Julia Louis-Dreyfus       | Televíziózás | 6250 Hollywood Blvd. |
| Anita Louise              | Mozgókép     | 6821 Hollywood Blvd. |
| Bessie Love               | Mozgókép     | 6777 Hollywood Blvd. |
| Frank Lovejoy             | Televíziózás | 6325 Hollywood Blvd. |
| Edmund Lowe               | Mozgókép     | 6363 Hollywood Blvd. |
| Edmund Lowe               | Televíziózás | 6601 Hollywood Blvd. |
| Jamie Lowe                | Televíziózás | 6778 Hollywood Blvd. |
| Jim Lowe                  | Zene         | 6333 Hollywood Blvd. |
| Myrna Loy                 | Mozgókép     | 6685 Hollywood Blvd. |
| Siegmund Lubin            | Mozgókép     | 6166 Hollywood Blvd. |
| Ernst Lubitsch            | Mozgókép     | 7042 Hollywood Blvd. |
| Norman Luboff             | Zene         | 1620 Vine Street     |
| Susan Lucci               | Televíziózás | 6801 Hollywood Blvd. |
| Allen Ludden              | Televíziózás | 6743 Hollywood Blvd. |
| Bela Lugosi               | Mozgókép     | 6340 Hollywood Blvd. |
| Paul Lukas                | Mozgókép     | 6821 Hollywood Blvd. |
| Keye Luke                 | Mozgókép     | 7000 Hollywood Blvd. |
| Auguste Lumière           | Mozgókép     | 6320 Hollywood Blvd. |
| Louis Lumière             | Mozgókép     | 1529 Vine Street     |
| Humberto Luna             | Televíziózás | 6776 Hollywood Blvd. |
| Art Lund                  | Zene         | 6126 Hollywood Blvd. |
| Ida Lupino                | Televíziózás | 1724 Vine Street     |
| Ida Lupino                | Mozgókép     | 6821 Hollywood Blvd. |
| John Lupton               | Televíziózás | 1713 Vine Street     |
| Frank Luther              | Zene         | 1708 Vine Street     |
| A.C. Lyles                | Mozgókép     | 6840 Hollywood Blvd. |
| Frankie Lymon             | Zene         | 7083 Hollywood Blvd. |
| Diana Lynn                | Mozgókép     | 1625 Vine Street     |
| Diana Lynn                | Televíziózás | 6350 Hollywood Blvd. |
| Loretta Lynn              | Zene         | 1515 Vine Street     |
| Ben Lyon                  | Mozgókép     | 1724 Vine Street     |
| Bert Lytell               | Mozgókép     | 6417 Hollywood Blvd. |

## M
| Név                         | Kategória                         | Cím                               |
| --------------------------- | --------------------------------- | --------------------------------- |
| Jeanette MacDonald          | Mozgókép                          | 6157 Hollywood Blvd.              |
| Jeanette MacDonald          | Zene                              | 1628 Vine Street                  |
| Katherine MacDonald         | Mozgókép                          | 6759 Hollywood Blvd.              |
| Gisele MacKenzie            | Televíziózás                      | 1601 Vine Street                  |
| Helen Mack                  | Mozgókép                          | 6310 Hollywood Blvd.              |
| Ted Mack                    | Televíziózás                      | 6300 Hollywood Blvd.              |
| Shirley MacLaine            | Mozgókép                          | 1617 Vine Street                  |
| Barton MacLane              | Televíziózás                      | 6719 Hollywood Blvd.              |
| Fred MacMurray              | Mozgókép                          | 6421 Hollywood Blvd.              |
| Jeanie MacPherson           | Mozgókép                          | 6150 Hollywood Blvd.              |
| Gordon MacRae               | Rádiózás                          | 6325 Hollywood Blvd.              |
| Johnny Maddox               | Zene                              | 6401 Hollywood Blvd.              |
| Guy Madison                 | Rádiózás                          | 6933 Hollywood Blvd.              |
| Guy Madison                 | Televíziózás                      | 6333 Hollywood Blvd.              |
| Anna Magnani                | Mozgókép                          | 6385 Hollywood Blvd.              |
| Bill Maher                  | Televíziózás                      | 1634 Vine Street                  |
| Lee Majors                  | Televíziózás                      | 6931 Hollywood Blvd.              |
| Mako                        | Mozgókép                          | 7095 Hollywood Blvd.              |
| Karl Malden                 | Mozgókép                          | 6231 Hollywood Blvd.              |
| Dorothy Malone              | Mozgókép                          | 1716 Vine Street                  |
| Ted Malone                  | Rádiózás                          | 1628 Vine Street                  |
| Rouben Mamoulian            | Mozgókép                          | 1709 Vine Street                  |
| Henry Mancini               | Zene                              | 6821 Hollywood Blvd.              |
| Howie Mandel                | Televíziózás                      | 6366 Hollywood Blvd.              |
| Barry Manilow               | Zene                              | 6233 Hollywood Blvd.              |
| Joseph L. Mankiewicz        | Mozgókép                          | 6201 Hollywood Blvd.              |
| Anthony Mann                | Mozgókép                          | 6229 Hollywood Blvd.              |
| Delbert Mann                | Mozgókép                          | 1716 Vine Street                  |
| Hank Mann                   | Mozgókép                          | 6300 Hollywood Blvd.              |
| Jayne Mansfield             | Mozgókép                          | 6328 Hollywood Blvd.              |
| Mantovani                   | Zene                              | 1708 Vine Street                  |
| Fredric March               | Mozgókép                          | 1620 Vine Street                  |
| Hal March                   | Rádiózás                          | 1560 Vine Street                  |
| Hal March                   | Televíziózás                      | 6536 Hollywood Blvd.              |
| Rose Marie                  | Televíziózás                      | 7083 Hollywood Blvd.              |
| Mark & Brian                | Rádiózás                          | 6767 Hollywood Blvd.              |
| Bob Marley                  | Zene                              | 7080 Hollywood Blvd.              |
| J. Peverell Marley          | Mozgókép                          | 6819 Hollywood Blvd.              |
| Jess Marlow                 | Televíziózás                      | 6420 Hollywood Blvd.              |
| Mae Marsh                   | Mozgókép                          | 1600 Vine Street                  |
| Garry Marshall              | Televíziózás                      | 6838 Hollywood Blvd.              |
| George Marshall             | Mozgókép                          | 7048 Hollywood Blvd.              |
| Herbert Marshall            | Mozgókép                          | 6200 Hollywood Blvd.              |
| Penny Marshall              | Televíziózás                      | 7021 Hollywood Blvd               |
| Dean Martin                 | Mozgókép                          | 6519 Hollywood Blvd.              |
| Dean Martin                 | Zene                              | 1617 Vine Street                  |
| Dean Martin                 | Televíziózás                      | 6651 Hollywood Blvd.              |
| Dick Martin and Dan Rowan   | lásd Dan Rowan and Dick Martin    | lásd Dan Rowan and Dick Martin    |
| Freddy Martin               | Zene                              | 6532 Hollywood Blvd.              |
| Marion Martin               | Mozgókép                          | 6915 Hollywood Blvd.              |
| Mary Martin                 | Rádiózás                          | 6609 Hollywood Blvd.              |
| Mary Martin                 | Zene                              | 1560 Vine Street                  |
| Quinn Martin                | Televíziózás                      | 6667 Hollywood Blvd.              |
| Ricky Martín                | Zene                              | 6901 Hollywood Blvd.              |
| Tony Martin                 | Mozgókép                          | 6436 Hollywood Blvd.              |
| Tony Martin                 | Rádiózás                          | 1760 Vine Street                  |
| Tony Martin                 | Zene                              | 6331 Hollywood Blvd.              |
| Tony Martin                 | Televíziózás                      | 1725 Vine Street                  |
| Wink Martindale             | Televíziózás                      | 7018 Hollywood Blvd.              |
| Groucho Marx                | Televíziózás                      | 1734 Vine Street                  |
| Groucho Marx                | Rádiózás                          | 6821 Hollywood Blvd.              |
| James Mason                 | Televíziózás                      | 6821 Hollywood Blvd.              |
| Ilona Massey                | Mozgókép                          | 1623 Vine Street                  |
| Raymond Massey              | Mozgókép                          | 1719 Vine Street                  |
| Raymond Massey              | Televíziózás                      | 6706 Hollywood Blvd.              |
| Johnny Mathis               | Zene                              | 1501 Vine Street                  |
| Marlee Matlin               | Mozgókép                          | 6667 Hollywood Blvd.              |
| Walter Matthau              | Mozgókép                          | 6357 Hollywood Blvd.              |
| Victor Mature               | Mozgókép                          | 6780 Hollywood Blvd.              |
| Louis B. Mayer              | Mozgókép                          | 1637 Vine Street                  |
| Ken Maynard                 | Mozgókép                          | 6751 Hollywood Blvd.              |
| Archie Mayo                 | Mozgókép                          | 6301 Hollywood Blvd.              |
| Virginia Mayo               | Televíziózás                      | 1751 Vine Street                  |
| May McAvoy                  | Mozgókép                          | 1731 Vine Street                  |
| Mary Margaret McBride       | Rádiózás                          | 7018 Hollywood Blvd.              |
| Irish McCalla               | Televíziózás                      | 1720 Vine Street                  |
| Mercedes McCambridge        | Mozgókép                          | 1720 Vine Street                  |
| Mercedes McCambridge        | Televíziózás                      | 6243 Hollywood Blvd.              |
| Leo McCarey                 | Mozgókép                          | 1500 Vine Street                  |
| Clem McCarthy               | Rádiózás                          | 6563 Hollywood Blvd.              |
| Doug McClure                | Televíziózás                      | 7065 Hollywood Blvd.              |
| Smilin' Ed McConnell        | Rádiózás                          | 6650 Hollywood Blvd.              |
| Patty McCormack             | Mozgókép                          | 6312 Hollywood Blvd.              |
| Larry McCormick             | Televíziózás                      | 6420 Hollywood Blvd.              |
| Clyde McCoy                 | Zene                              | 6426 Hollywood Blvd.              |
| Tim McCoy                   | Mozgókép                          | 1600 Vine Street                  |
| Tex McCrary                 | Televíziózás                      | 1628 Vine Street                  |
| Joel McCrea                 | Mozgókép                          | 6901 Hollywood Blvd.              |
| Joel McCrea                 | Rádiózás                          | 6241 Hollywood Blvd.              |
| Hattie McDaniel             | Mozgókép                          | 1719 Vine Street                  |
| Hattie McDaniel             | Rádiózás                          | 6933 Hollywood Blvd.              |
| Roddy McDowall              | Televíziózás                      | 6632 Hollywood Blvd.              |
| Reba McEntire               | Zene                              | 7018 Hollywood Blvd.              |
| George "Spanky" McFarland   | Mozgókép                          | 7095 Hollywood Blvd.              |
| Fibber McGee and Molly      | lásd Fibber McGee and Molly       | lásd Fibber McGee and Molly       |
| Charles McGraw              | Televíziózás                      | 6927 Hollywood Blvd.              |
| Tim McGraw                  | Zene                              | 6901 Hollywood Blvd.              |
| Dorothy McGuire             | Mozgókép                          | 6933 Hollywood Blvd.              |
| Rod McKuen                  | Zene                              | 1501 Vine Street                  |
| Victor McLaglen             | Mozgókép                          | 1735 Vine Street                  |
| Norman Z. McLeod            | Mozgókép                          | 1724 Vine Street                  |
| Ed McMahon                  | Televíziózás                      | 7000 Hollywood Blvd.              |
| Vince McMahon               | Televíziózás                      | 6801 Hollywood Blvd.              |
| Graham McNéve               | Rádiózás                          | 6405 Hollywood Blvd.              |
| Don McNeill                 | Rádiózás                          | 6301 Hollywood Blvd.              |
| Steve McQueen               | Mozgókép                          | 6834 Hollywood Blvd.              |
| Audrey Meadows              | Televíziózás                      | 6100 Hollywood Blvd.              |
| Anne Meara és Jerry Stiller | lásd Jerry Stiller and Anne Meara | lásd Jerry Stiller and Anne Meara |
| Mike Medavoy                | Mozgókép                          | 6801 Hollywood Blvd.              |
| Donald Meek                 | Mozgókép                          | 1752 Vine Street                  |
| George Meeker               | Mozgókép                          | 6101 Hollywood Blvd.              |
| George Melachrino           | Zene                              | 1625 Vine Street                  |

| Név                             | Kategória                      | Cím                            |
| ------------------------------- | ------------------------------ | ------------------------------ |
| Thomas Meighan                  | Mozgókép                       | 1719 Vine Street               |
| Meiklejohn                      | Mozgókép                       | 1777 Vine Street               |
| Lauritz Melchior                | Zene                           | 1718 Vine Street               |
| James Melton                    | Rádiózás                       | 6300 Hollywood Blvd.           |
| James Melton                    | Zene                           | 6564 Hollywood Blvd.           |
| Rafael Méndez                   | Zene                           | 6767 Hollywood Blvd.           |
| Adolphe Menjou                  | Mozgókép                       | 6826 Hollywood Blvd.           |
| Alan Menken                     | Mozgókép                       | 6834 Hollywood Blvd.           |
| Yehudi Menuhin                  | Zene                           | 6710 Hollywood Blvd.           |
| Johnny Mercer                   | Televíziózás                   | 1628 Vine Street               |
| Burgess Meredith                | Mozgókép                       | 6904 Hollywood Blvd.           |
| Una Merkel                      | Mozgókép                       | 6262 Hollywood Blvd.           |
| Ethel Merman                    | Mozgókép                       | 7044 Hollywood Blvd.           |
| Ethel Merman                    | Zene                           | 1751 Vine Street               |
| Robert Merrill                  | Zene                           | 6763 Hollywood Blvd.           |
| Al Michaels                     | Televíziózás                   | 6667 Hollywood Blvd.           |
| Lorne Michaels                  | Televíziózás                   | 6627 Hollywood Blvd.           |
| Oscar Micheaux                  | Mozgókép                       | 6721 Hollywood Blvd.           |
| Bette Midler                    | Zene                           | 6922 Hollywood Blvd.           |
| Luis Miguel                     | Zene                           | 7060 Hollywood Blvd.           |
| David Milch                     | Televíziózás                   | 6840 Hollywood Blvd.           |
| Vera Miles                      | Televíziózás                   | 1652 Vine Street               |
| Lewis Milestone                 | Mozgókép                       | 7021 Hollywood Blvd.           |
| Ray Milland                     | Mozgókép                       | 1621 Vine Street               |
| Ray Milland                     | Televíziózás                   | 1634 Vine Street               |
| The Steve Miller Együttes       | lásd The Steve Miller Együttes | lásd The Steve Miller Együttes |
| Ann Miller                      | Mozgókép                       | 6914 Hollywood Blvd.           |
| Bob Miller                      | Rádiózás                       | 6763 Hollywood Blvd.           |
| Glenn Miller                    | Zene                           | 6915 Hollywood Blvd.           |
| Marilyn Miller                  | Mozgókép                       | 6301 Hollywood Blvd.           |
| Marvin Miller                   | Televíziózás                   | 6101 Hollywood Blvd.           |
| Mitch Miller                    | Zene                           | 7013 Hollywood Blvd.           |
| Mills Brothers                  | Zene                           | 7000 Hollywood Blvd.           |
| Nathan Milstein                 | Zene                           | 6379 Hollywood Blvd.           |
| Liza Minnelli                   | Színház                        | 7000 Hollywood Blvd.           |
| Vincente Minnelli               | Mozgókép                       | 6676 Hollywood Blvd.           |
| Mary Miles Minter               | Mozgókép                       | 1724 Vine Street               |
| Ken Minyard & Robert Arthur     | Rádiózás                       | 6808 Hollywood Blvd.           |
| The Miracles                    | Zene                           | 7060 Hollywood Blvd.           |
| Carmen Miranda                  | Mozgókép                       | 6262 Hollywood Blvd.           |
| Everett Mitchell                | Rádiózás                       | 6254 Hollywood Blvd.           |
| Guy Mitchell                    | Zene                           | 7000 Hollywood Blvd.           |
| Thomas Mitchell                 | Mozgókép                       | 1651 Vine Street               |
| Thomas Mitchell                 | Televíziózás                   | 6100 Hollywood Blvd.           |
| Robert Mitchum                  | Mozgókép                       | 6240 Hollywood Blvd.           |
| Tom Mix                         | Mozgókép                       | 1708 Vine Street               |
| Hal Mohr                        | Mozgókép                       | 6433 Hollywood Blvd.           |
| Thelonious Monk                 | Zene                           | 7055 Hollywood Blvd.           |
| The Monkees                     | Zene                           | 6675 Hollywood Blvd.           |
| Marilyn Monroe                  | Mozgókép                       | 6774 Hollywood Blvd.           |
| Vaughn Monroe                   | Rádiózás                       | 1755 Vine Street               |
| Vaughn Monroe                   | Zene                           | 1600 Vine Street               |
| Ricardo Montalbán               | Televíziózás                   | 7021 Hollywood Blvd.           |
| Pierre Monteux                  | Zene                           | 1725 Vine Street               |
| Elizabeth Montgomery            | Televíziózás                   | 6533 Hollywood Blvd.           |
| George Montgomery               | Televíziózás                   | 6301 Hollywood Blvd.           |
| Robert Montgomery               | Mozgókép                       | 6440 Hollywood Blvd.           |
| Robert Montgomery               | Televíziózás                   | 1631 Vine Street               |
| Art Mooney                      | Zene                           | 6150 Hollywood Blvd.           |
| Clayton Moore – The Lone Ranger | Televíziózás                   | 6914 Hollywood Blvd.           |
| Colleen Moore                   | Mozgókép                       | 1549 Vine Street               |
| Constance Moore                 | Mozgókép                       | 6270 Hollywood Blvd.           |
| Del Moore                       | Televíziózás                   | 6405 Hollywood Blvd.           |
| Dudley Moore                    | Mozgókép                       | 7000 Hollywood Blvd.           |
| Garry Moore                     | Rádiózás                       | 1718 Vine Street               |
| Garry Moore                     | Televíziózás                   | 1680 Vine Street               |
| Grace Moore                     | Mozgókép                       | 6274 Hollywood Blvd.           |
| Mary Tyler Moore                | Televíziózás                   | 7021 Hollywood Blvd.           |
| Matt Moore                      | Mozgókép                       | 6301 Hollywood Blvd.           |
| Owen Moore                      | Mozgókép                       | 6727 Hollywood Blvd.           |
| Roger Moore                     | Mozgókép                       | 7007 Hollywood Blvd.           |
| Terry Moore                     | Mozgókép                       | 7076 Hollywood Blvd.           |
| Tom Moore                       | Mozgókép                       | 1640 Vine Street               |
| Victor Moore                    | Mozgókép                       | 6834 Hollywood Blvd.           |
| Agnes Moorehead                 | Mozgókép                       | 1719 Vine Street               |
| Polly Moran                     | Mozgókép                       | 6300 Hollywood Blvd.           |
| Antonio Moreno                  | Mozgókép                       | 6651 Hollywood Blvd.           |
| Rita Moreno                     | Mozgókép                       | 7083 Hollywood Blvd.           |
| Frank Morgan                    | Mozgókép                       | 1708 Vine Street               |
| Frank Morgan                    | Rádiózás                       | 6700 Hollywood Blvd.           |
| Henry Morgan                    | Rádiózás                       | 6325 Hollywood Blvd.           |
| Michèle Morgan                  | Mozgókép                       | 1645 Vine Street               |
| Ralph Morgan                    | Mozgókép                       | 1617 Vine Street               |
| Robert W. Morgan                | Rádiózás                       | 6841 Hollywood Blvd.           |
| Russ Morgan                     | Zene                           | 1751 Vine Street               |
| Pat Morita                      | Mozgókép                       | 6633 Hollywood Blvd.           |
| Carlton E. Morse                | Rádiózás                       | 6445 Hollywood Blvd.           |
| Ella Mae Morse                  | Zene                           | 1724 Vine Street               |
| Jerry Moss                      | Televíziózás                   | 6933 Hollywood Blvd.           |
| Mötley Crüe                     | Zene                           | 6752 Hollywood Blvd.           |
| Mickey Mouse                    | Mozgókép                       | 6925 Hollywood Blvd.           |
| Jack Mulhall                    | Mozgókép                       | 1724 Vine Street               |
| Jean Muir                       | Mozgókép                       | 6280 Hollywood Blvd.           |
| Richard Mulligan                | Televíziózás                   | 6777 Hollywood Blvd.           |
| The Munchkins                   | Mozgókép                       | 6915 Hollywood Blvd.           |
| Paul Muni                       | Mozgókép                       | 6433 Hollywood Blvd.           |
| Ona Munson                      | Mozgókép                       | 6250 Hollywood Blvd.           |
| Dennis Muren                    | Mozgókép                       | 6764 Hollywood Blvd.           |
| Audie Murphy                    | Mozgókép                       | 1601 Vine Street               |
| Eddie Murphy                    | Mozgókép                       | 7000 Hollywood Blvd.           |
| George Murphy                   | Mozgókép                       | 1601 Vine Street               |
| Anne Murray                     | Zene                           | 1750 Vine Street               |
| Charles Murray                  | Mozgókép                       | 1719 Vine Street               |
| Don Murray                      | Mozgókép                       | 6385 Hollywood Blvd.           |
| Jan Murray                      | Televíziózás                   | 6153 Hollywood Blvd.           |
| Ken Murray                      | Rádiózás                       | 1724 Vine Street               |
| Mae Murray                      | Mozgókép                       | 6318 Hollywood Blvd.           |
| Edward R. Murrow                | Rádiózás                       | 6263 Hollywood Blvd.           |
| Carmel Myers                    | Mozgókép                       | 1751 Vine Street               |
| Mike Myers                      | Mozgókép                       | 7046 Hollywood Blvd.           |

## N
| Név                    | Kategória    | Cím                  |
| ---------------------- | ------------ | -------------------- |
| Jim Nabors             | Színház      | 6435 Hollywood Blvd. |
| Conrad Nagel           | Mozgókép     | 1719 Vine Street     |
| Conrad Nagel           | Rádiózás     | 1752 Vine Street     |
| Conrad Nagel           | Televíziózás | 1752 Vine Street     |
| Stu Nahan              | Rádiózás     | 6549 Hollywood Blvd. |
| J. Carrol Naish        | Televíziózás | 6145 Hollywood Blvd. |
| Nita Naldi             | Mozgókép     | 6316 Hollywood Blvd. |
| Ogden Nash             | Televíziózás | 6264 Hollywood Blvd. |
| Alla Nazimova          | Mozgókép     | 6933 Hollywood Blvd. |
| Patricia Neal          | Mozgókép     | 7018 Hollywood Blvd. |
| James L. Nederlander   | Színház      | 6233 Hollywood Blvd. |
| Pola Negri             | Mozgókép     | 6140 Hollywood Blvd. |
| Jean Negulesco         | Mozgókép     | 6212 Hollywood Blvd. |
| Marshall Neilan        | Mozgókép     | 6241 Hollywood Blvd. |
| Barry Nelson           | Televíziózás | 6259 Hollywood Blvd. |
| David Nelson           | Televíziózás | 1501 Vine Street     |
| Gene Nelson            | Mozgókép     | 7005 Hollywood Blvd. |
| Harriet Nelson         | Televíziózás | 6821 Hollywood Blvd. |
| Ozzie Nelson           | Televíziózás | 6555 Hollywood Blvd. |
| Ozzie & Harriet Nelson | Rádiózás     | 6260 Hollywood Blvd. |
| Ricky Nelson           | Zene         | 1515 Vine Street     |
| John Nesbitt           | Mozgókép     | 1717 Vine Street     |
| John Nesbitt           | Rádiózás     | 6200 Hollywood Blvd. |
| Mace Neufeld           | Mozgókép     | 6714 Hollywood Blvd. |

| Név                   | Kategória    | Cím                  |
| --------------------- | ------------ | -------------------- |
| Bob Newhart           | Televíziózás | 6381 Hollywood Blvd. |
| Alfred Newman         | Zene         | 1708 Vine Street     |
| Paul Newman           | Mozgókép     | 7060 Hollywood Blvd. |
| Randy Newman          | Mozgókép     | 6667 Hollywood Blvd. |
| Wayne Newton          | Zene         | 6909 Hollywood Blvd. |
| Olivia Newton-John    | Zene         | 6925 Hollywood Blvd. |
| Fred Niblo            | Mozgókép     | 7014 Hollywood Blvd. |
| The Nicholas Brothers | Mozgókép     | 7083 Hollywood Blvd. |
| Nichelle Nichols      | Televíziózás | 6633 Hollywood Blvd. |
| Jack Nicholson        | Mozgókép     | 6925 Hollywood Blvd. |
| Leslie Nielsen        | Mozgókép     | 6541 Hollywood Blvd. |
| Chuck Niles           | Rádiózás     | 7080 Hollywood Blvd  |
| Ken Niles             | Rádiózás     | 6711 Hollywood Blvd. |
| Wendell Niles         | Rádiózás     | 1725 Vine Street     |
| Anna Q. Nilsson       | Mozgókép     | 6150 Hollywood Blvd. |
| Leonard Nimoy         | Mozgókép     | 6651 Hollywood Blvd. |
| David Niven           | Mozgókép     | 6384 Hollywood Blvd. |
| David Niven           | Televíziózás | 1623 Vine Street     |
| Marian Nixon          | Mozgókép     | 1724 Vine Street     |
| Lloyd Nolan           | Televíziózás | 1752 Vine Street     |
| Mabel Normand         | Mozgókép     | 6821 Hollywood Blvd. |
| Chuck Norris          | Mozgókép     | 7000 Hollywood Blvd. |
| Kim Novak             | Mozgókép     | 6332 Hollywood Blvd. |
| Ramón Novarro         | Mozgókép     | 6350 Hollywood Blvd. |

## O
| Név              | Kategória    | Cím                  |
| ---------------- | ------------ | -------------------- |
| Jack Oakie       | Mozgókép     | 6752 Hollywood Blvd. |
| Merle Oberon     | Mozgókép     | 6274 Hollywood Blvd. |
| Hugh O’Brian     | Televíziózás | 6613 Hollywood B     |
| Dave O’Brien     | Mozgókép     | 6251 Hollywood Blvd. |
| Edmond O’Brien   | Mozgókép     | 1725 Vine Street     |
| Edmond O’Brien   | Televíziózás | 6523 Hollywood Blvd. |
| Eugene O’Brien   | Mozgókép     | 1620 Vine Street     |
| George O’Brien   | Mozgókép     | 6201 Hollywood Blvd. |
| Margaret O’Brien | Mozgókép     | 6606 Hollywood Blvd. |
| Margaret O’Brien | Televíziózás | 1634 Vine Street     |
| Pat O’Brien      | Mozgókép     | 1531 Vine Street     |
| Pat O’Brien      | Televíziózás | 6240 Hollywood Blvd. |
| Carroll O’Connor | Mozgókép     | 7080 Hollywood Blvd. |
| Donald O’Connor  | Mozgókép     | 1680 Vine Street     |
| Donald O’Connor  | Televíziózás | 7021 Hollywood Blvd. |
| Molly O’Day      | Mozgókép     | 1708 Vine Street     |
| George O’Hanlon  | Mozgókép     | 6428 Hollywood Blvd. |

| Név                           | Kategória    | Cím                  |
| ----------------------------- | ------------ | -------------------- |
| Maureen O’Hara                | Mozgókép     | 7004 Hollywood Blvd. |
| Walter O’Keefe                | Rádiózás     | 6153 Hollywood Blvd. |
| Edna May Oliver               | Mozgókép     | 1623 Vine Street     |
| Laurence Olivier              | Mozgókép     | 6319 Hollywood Blvd. |
| Edward James Olmos            | Mozgókép     | 7021 Hollywood Blvd. |
| Mary-Kate és Ashley Olsen     | Televíziózás | 6801 Hollywood Blvd. |
| Henry O’Neill                 | Mozgókép     | 6801 Hollywood Blvd. |
| Roy Orbison                   | Zene         | 1750 Vine Street     |
| Tony Orlando                  | Zene         | 6385 Hollywood Blvd. |
| Ormándy Jenő (Eugene Ormandy) | Zene         | 6926 Hollywood Blvd. |
| Robert Osborne                | Televíziózás | 1617 Vine Street     |
| Ozzy Osbourne                 | Zene         | 6780 Hollywood Blvd. |
| The Osmonds                   | Zene         | 7080 Hollywood Blvd. |
| Michael O’Shea                | Televíziózás | 1680 Vine Street     |
| Maureen O’Sullivan            | Mozgókép     | 6541 Hollywood Blvd. |
| Buck Owens                    | Zene         | 6667 Hollywood Blvd. |
| Gary Owens                    | Rádiózás     | 6743 Hollywood Blvd. |

## P
| Név                    | Kategória        | Cím                  |
| ---------------------- | ---------------- | -------------------- |
| Paderewski             | Zene             | 6284 Hollywood Blvd. |
| Anita Page             | Mozgókép         | 6116 Hollywood Blvd. |
| Patti Page             | Zene             | 6760 Hollywood Blvd. |
| Janis Paige            | Mozgókép         | 6624 Hollywood Blvd. |
| George Pal             | Mozgókép         | 1720 Vine Street     |
| Jack Palance           | Televíziózás     | 6608 Hollywood Blvd. |
| Eugene Pallette        | Mozgókép         | 6702 Hollywood Blvd. |
| Lilli Palmer           | Televíziózás     | 7013 Hollywood Blvd. |
| Franklin Pangborn      | Mozgókép         | 1500 Vine Street     |
| Eleanor Parker         | Mozgókép         | 6340 Hollywood Blvd. |
| Frank Parker           | Rádiózás         | 6821 Hollywood Blvd. |
| Jean Parker            | Mozgókép         | 6666 Hollywood Blvd. |
| Parkyakarkus           | Rádiózás         | 1708 Vine Street     |
| Jack Paar              | Televíziózás     | 6212 Hollywood Blvd. |
| Helen Parrish          | Mozgókép         | 6263 Hollywood Blvd. |
| Louella Parsons        | Mozgókép         | 6418 Hollywood Blvd. |
| Louella Parsons        | Rádiózás         | 6300 Hollywood Blvd. |
| Dolly Parton           | Zene             | 6712 Hollywood Blvd  |
| Joe Pasternak          | Mozgókép         | 1541 N. Vine Street  |
| Les Paul and Mary Ford | Zene             | 1541 Vine Street     |
| Katína Paxinú          | Mozgókép         | 1651 Vine Street     |
| John Payne             | Mozgókép         | 6125 Hollywood Blvd. |
| John Payne             | Televíziózás     | 6687 Hollywood Blvd. |
| Al Pearce              | Rádiózás         | 6328 Hollywood Blvd. |
| Jack Pearl             | Rádiózás         | 1680 Vine Street     |
| Drew Pearson           | Rádiózás         | 6623 Hollywood Blvd. |
| Harold Peary           | Rádiózás         | 1639 Vine Street     |
| Harold Peary           | Televíziózás     | 1719 Vine Street     |
| Gregory Peck           | Mozgókép         | 6100 Hollywood Blvd. |
| Jan Peerce             | Zene             | 1751 Vine Street     |
| Joe Penner             | Rádiózás         | 1752 Vine Street     |
| George Peppard         | Mozgókép         | 6675 Hollywood Blvd. |
| Anthony Perkins        | Televíziózás     | 6801 Hollywood Blvd. |
| Anthony Perkins        | Mozgókép         | 6821 Hollywood Blvd. |
| Gigi Perreau           | Televíziózás     | 6212 Hollywood Blvd. |
| Jack Perrin            | Mozgókép         | 1777 Vine Street     |
| Bernadette Peters      | Színház          | 6706 Hollywood Blvd. |
| Brock Peters           | Live performance | 7000 Hollywood Blvd. |
| House Peters, Sr.      | Mozgókép         | 6157 Hollywood Blvd. |
| Jon Peters             | Mozgókép         | 6925 Hollywood Blvd. |
| Susan Peters           | Mozgókép         | 1601 Vine Street     |
| William Petersen       | Televíziózás     | 6667 Hollywood Blvd. |
| Olga Petrova           | Mozgókép         | 6562 Hollywood Blvd. |

| Név                             | Kategória    | Cím                  |
| ------------------------------- | ------------ | -------------------- |
| Tom Petty and the Heartbreakers | Zene         | 7018 Hollywood Blvd. |
| Michelle Pfeiffer               | Mozgókép     | 6801 Hollywood Blvd. |
| Regis Philbin                   | Televíziózás | 6834 Hollywood Blvd. |
| Dorothy Phillips                | Mozgókép     | 6358 Hollywood Blvd. |
| Jack Pickford                   | Mozgókép     | 1523 Vine Street     |
| Mary Pickford                   | Mozgókép     | 6280 Hollywood Blvd. |
| Walter Pidgeon                  | Mozgókép     | 6414 Hollywood Blvd. |
| Webb Pierce                     | Zene         | 1600 Vine Street     |
| Ezio Pinza                      | Zene         | 1601 Vine Street     |
| ZaSu Pitts                      | Mozgókép     | 6554 Hollywood Blvd. |
| Suzanne Pleshette               | Televíziózás | 6751 Hollywood Blvd. |
| The Pointer Sisters             | Zene         | 6363 Hollywood Blvd. |
| Sidney Poitier                  | Mozgókép     | 7065 Hollywood Blvd. |
| Snub Pollard                    | Mozgókép     | 6415 Hollywood Blvd  |
| Lily Pons                       | Zene         | 7006 Hollywood Blvd. |
| Winnie-the-Pooh                 | Mozgókép     | 6834 Hollywood Blvd. |
| Cole Porter                     | Zene         | 7080 Hollywood Blvd. |
| H. C. Potter                    | Mozgókép     | 6633 Hollywood Blvd. |
| David Powell                    | Mozgókép     | 1651 Vine Street     |
| Dick Powell                     | Mozgókép     | 6915 Hollywood Blvd. |
| Dick Powell                     | Televíziózás | 6745 Hollywood Blvd. |
| Dick Powell                     | Rádiózás     | 1560 Vine Street     |
| Eleanor Powell                  | Mozgókép     | 1541 Vine Street     |
| Jane Powell                     | Mozgókép     | 6818 Hollywood Blvd. |
| William Powell                  | Mozgókép     | 1636 Vine Street     |
| Tyrone Power                    | Mozgókép     | 6747 Hollywood Blvd. |
| Mala Powers                     | Televíziózás | 6360 Hollywood Blvd. |
| Stefanie Powers                 | Televíziózás | 6776 Hollywood Blvd. |
| Pérez Prado                     | Zene         | 1529 Vine Street     |
| Otto Preminger                  | Mozgókép     | 6624 Hollywood Blvd. |
| Elvis Presley                   | Zene         | 6777 Hollywood Blvd. |
| Marie Prevost                   | Mozgókép     | 6201 Hollywood Blvd. |
| Vincent Price                   | Mozgókép     | 6201 Hollywood Blvd. |
| Vincent Price                   | Televíziózás | 6501 Hollywood Blvd. |
| Charley Pride                   | Zene         | 7083 Hollywood Blvd. |
| Louis Prima                     | Zene         | 1617 Vine Street     |
| William Primrose                | Zene         | 6801 Hollywood Blvd. |
| Aileen Pringle                  | Mozgókép     | 6723 Hollywood Blvd. |
| Freddie Prinze                  | Televíziózás | 6755 Hollywood Blvd. |
| Jon Provost                     | Televíziózás | 7080 Hollywood Blvd. |
| Richard Pryor                   | Mozgókép     | 6438 Hollywood Blvd. |
| Tito Puente                     | Zene         | 6933 Hollywood Blvd. |
| George Putnam                   | Televíziózás | 6374 Hollywood Blvd. |
| Denver Pyle                     | Mozgókép     | 7083 Hollywood Blvd. |

## Q
| Név           | Kategória | Cím                  |
| ------------- | --------- | -------------------- |
| Dennis Quaid  | Mozgókép  | 7018 Hollywood Blvd. |
| Randy Quaid   | Mozgókép  | 7000 Hollywood Blvd. |
| Queen         | Zene      | 6356 Hollywood Blvd. |
| Anthony Quinn | Mozgókép  | 6251 Hollywood Blvd. |

## Fordítás
- Ez a szócikk részben vagy egészben  a   List of stars on the Hollywood Walk of Fame című angol Wikipédia-szócikk fordításán alapul.  Az eredeti cikk szerkesztőit annak laptörténete sorolja fel. Ez a jelzés csupán a megfogalmazás eredetét és a szerzői jogokat jelzi, nem szolgál a cikkben szereplő információk forrásmegjelöléseként.